# Port Vue
Port Vue è una borough degli Stati Uniti d'America, nella contea di Allegheny nello Stato della Pennsylvania. Secondo il censimento del 2000 la popolazione è di 4.228 abitanti.

## Società

### Evoluzione demografica
La composizione etnica vede una prevalenza della razza bianca ( 98,75%) seguita da quella afroamericana (0,69%), dati del 2000.
| borough di Port Vue Popolazione |       |
| 2000                            | 4.228 |
| Stima al 01-07-07               | 3.874 |